# Hanomag WD 50

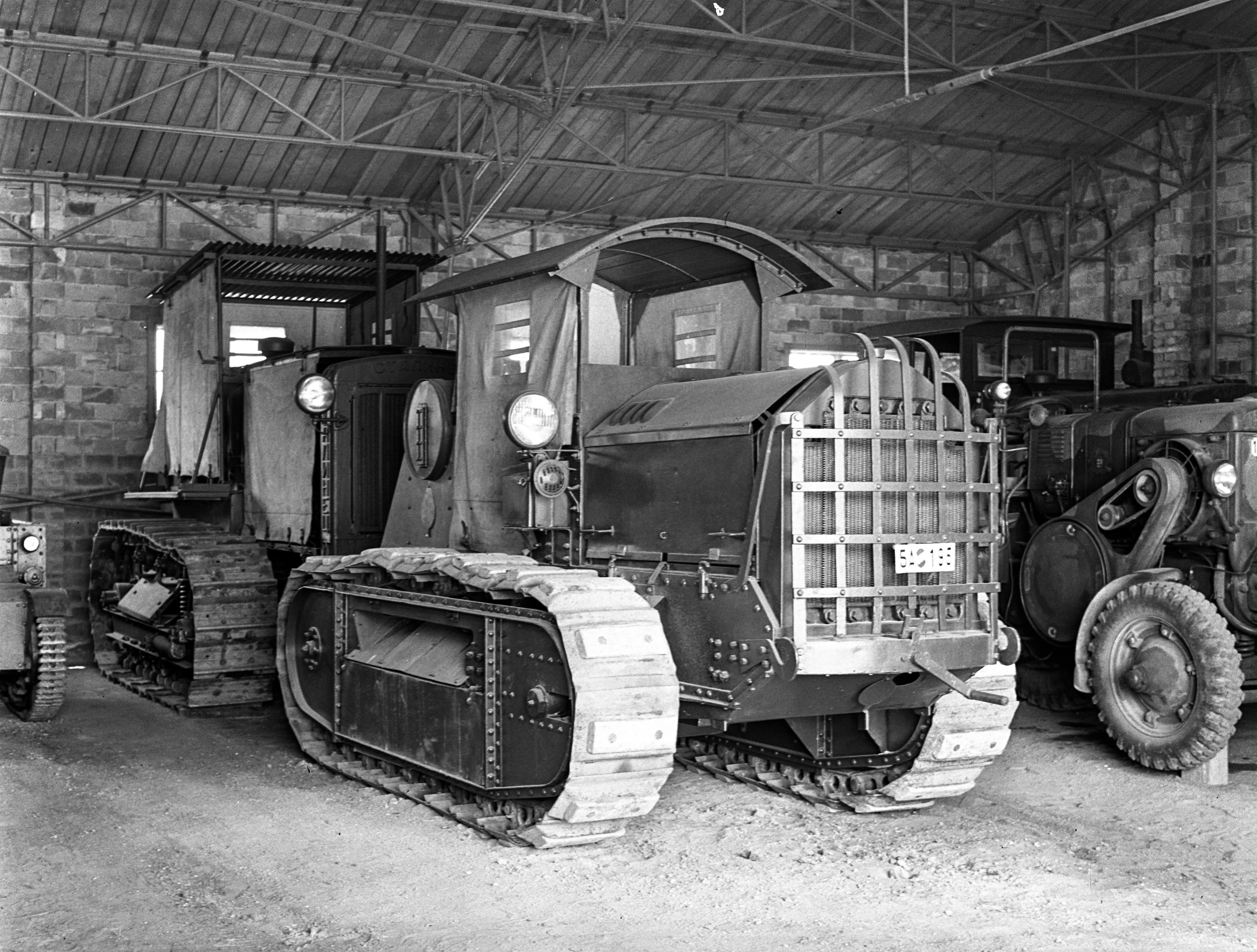
Een WD 50 in Bulgarije.

De WD Z 50 (WD 50), was een Duitse rupstractor (Duits: Raupenschlepper, VolkettenSchlepper) welke werd ontwikkeld en gebouwd door Hanomag. De tractor was ontworpen door Ernst Wendeler en Boguslav Dohrn. De productie startte in 1920 en eindigde in 1931.

## Ontwerp
WD was een samenvoeging van de eerste letters van de achternamen van de ontwerpers, Ernst Wendeler en Boguslav Dohrn. In 1920 ontwierpen zij de WD 25-tractor. Hierop volgde de gelijkende WD 50.
De motor was een viercilinder, viertakt watergekoelde carburateur en leverde 50 pk. Hij draaide op benzine, benzeen of petroleum en lag in de voorzijde van de tractor. De snelheid was 6 km/u. Het voertuig was 4,4 meter lang, 1,9 meter breed en 2,3 meter hoog. Het gewicht was 6,8 ton. In 1931 werd de productie gestopt en het model werd vervangen door de KD 48. In totaal werden er 680 stuks geproduceerd.

## Gebruik
Het was de bedoeling dat de rupstractors werden toegepast in de land- en bosbouw, bij het rangeren en bij transport op bedrijfsterreinen. De tractor werd ook aangeschaft door het Duitse leger.
Het Tsjechoslowaakse leger had tussen 1923 en 1927 in totaal zes voertuigen aangeschaft. Zij zetten het in als zware artillerietrekker. Ook het Griekse leger schafte meerdere aan.

## Conversies
- De WD Schlepper. Op basis van het onderstel werden in 1927 enkele tractors omgebouwd door het Duitse leger en bewapend met een 77mm-kanon.[7]
- De Kolohousenka. Het chassis van de WD 50 vormde de basis voor de eerste Tsjechoslowaakse tank. Deze tank maakte gebruik van een wiel-rups systeem dat ontworpen was door de Duitse ingenieur Joseph Vollmer.[8]